# Самаркандская область (Туркестанская АССР)
Самарка́ндская о́бласть — одна из пяти областей Туркестанской АССР в составе РСФСР. Была образована 30 октября 1918 года, вместо области с аналогичным названием, которая являлась частью Туркестанского края (генерал-губернаторства) Российской империи. Самаркандская область Туркестанской АССР занимала точно ту же территорию, что и Самаркандская область Туркестанского края Российской империи. 
Самаркандская область Туркестанской АССР была упразднена 27 октября 1924 года, а ее территория вместе с остальными регионами Средней Азии разделена между новообразованными союзными республиками в ходе национально-территориального размежевания. Территория Самаркандской области была разделена между Узбекской ССР и Таджикской АССР в её составе. Преемницей Самаркандской области Туркестанской АССР можно считать Самаркандский округ Узбекской ССР, существовавший в 1926—1930 годах.
Административным центром и крупнейшим городом области являлся город Самарканд. Другие крупнейшие города области: Ходжент, Джизак, Ура-Тюбе, Пенджикент и Катта-Курган. Область делилась на 4 уезда: Самаркандский, Ходжентский, Джизакский и Катта-Курганский, административными центрами которых являлись Самарканд, Ходжент, Джизак и Катта-Курган соответственно.
С севера и с северо-запада граничила с Сырдарьинской областью Туркестанской АССР, с юга и с запада с Бухарским эмиратом (затем с Бухарской Народной Советской Республикой и Бухарской Социалистической Советской Республикой), с востока с Ферганской областью Туркестанской АССР.
В области проживало около полтора миллиона человек. Основную часть населения составляли узбеки и таджики. Также в значительном количестве проживали русские, среднеазиатские (бухарские) евреи, среднеазиатские иранцы, среднеазиатские арабы и другие. Население в основном исповедовало ислам суннитского толка, но в то же время были достаточно большое количество мусульман-шиитов. Также немалая доля населения исповедовало иудаизм и христианство (в основном православие). После образования области, из-за более либеральной и терпимой обстановки по сравнению с соседним Бухарским эмиратом, из эмирата бежало или переезжало в Самаркандскую область большинство купцов, финансистов, интеллигенция и гонимые эмиром Бухары личности, такие как известный писатель Садриддин Айни.
Основу экономики области составляло сельское хозяйство (в основном выращивание овощей и фруктов, хлопка и пшеницы), животноводство, шелководство, пчеловодство. Также в секторе экономики имела свое место промышленность, банковское дело — Самарканд являлся одним из главных финансовых центров Туркестанской АССР. Также часть дохода области приносили народные промыслы и ремесла, такие как ковроткачество, производство керамической посуды и изделий и тому подобное. В Самарканде находилась одна из наиболее загруженных железнодорожных станций Средней Азии. Самаркандская область являлась одной из самых развитых регионов Туркестанской АССР.
Основная часть области находилась на территории Зарафшанской долины. По территории области протекала третья по длине река в Средней Азии — Зарафшан, а с севера и юга область была окружена Туркестанским и Зарафшанским хребтами.